# 飯島連次郎
飯島 連次郎（いいじま れんじろう、1905年（明治38年）7月4日 - 1992年（平成4年）10月15日）は、昭和期の農業技術者、政治家。位階は正五位。
参議院議員、群馬県邑楽郡多々良村長。

## 経歴
群馬県邑楽郡多々良村（現：館林市木戸町）出身。1923年（大正12年）旧制栃木県立佐野中学校（現・栃木県立佐野高等学校）卒業。1932年（昭和7年）京都帝国大学農学部農学科を卒業した。同年、満州国に渡り満蒙開拓移民の指導、訓練、研究に従事し、満蒙開拓訓練所長などを務めた。
1946年（昭和21年）帰郷して多々良村長兼同村農業協同組合長に就任。その他、群馬県酪農業協同組合理事、同県生産農業協同組合連合会長、同信用農業協同組合連合会理事、同農林統計協会長、全国指導農業協同組合連合会専務理事、農業電化協会副会長、全国厚生文化農業協同組合連合会理事、全国新聞情報農業協同組合連合会長などを務めた。
農民の代表として、1950年（昭和25年）6月の第2回参議院議員通常選挙で群馬県地方区から無所属で立候補して当選し、緑風会に属して参議院議員に1期在任した。この間、農業問題に専念し、食料自給のため増産三法（主要農産物種子法、耕土培養法、植物防疫法）の成立に尽力。また参議院文教委員長などを務めた。その後、第4回通常選挙に緑風会公認で立候補したが落選した。
1956年（昭和31年）から1959年（昭和34年）まで群馬県教育委員（1956年から翌年まで委員長）を務めた。
以後、日本農業実践大学校（現：日本農業実践学園）理事に就任し農業後継者の育成に努めた。また、大屋晋三のブラジル牧場建設の顧問となり、電力中央研究所の顧問として赤城農場 (100ha) の運営を行い、尾瀬林業嘱託として利根川水系の水源涵養林の確保などに取り組んだ。
1977年（昭和52年）4月の春の叙勲で勲三等に叙され、旭日中綬章を受章する。
1985年（昭和60年）社団法人日本国民高等学校協会理事長。
1992年（平成4年）10月15日、死去した。87歳没。同月23日、特旨を以て位記を追賜され、死没日付をもって正五位に叙された。